# 이고리 베즐레르

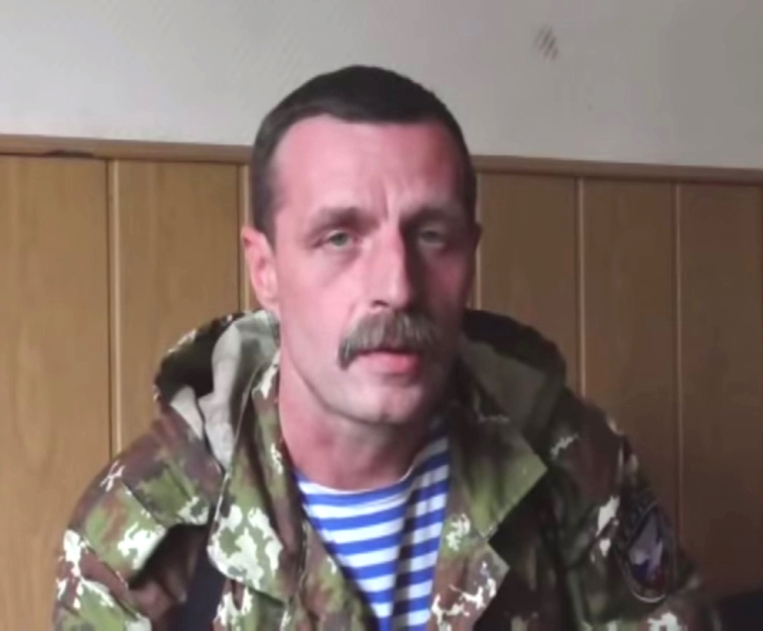
이고리 베즐레르 (2014년)

이고리 니콜라예비치 베즐레르(러시아어: И́горь Никола́евич Бе́злер, 1965년 12월 30일 ~ )는 러시아 총정보국 소속 임원이자 호를리우카 지역 경찰과 민병대 지휘관이다. 2014년 크림 위기와 2014년 우크라이나 친러시아 분쟁에 참여했다.
소련의 우크라이나 SSR 심페로폴에서 태어났으며, 1994년부터 1997년까지 베를레르는 드제르지니스키 군사 아카데미에서 공부했다. 2002년까지 러시아 총정보국(GRU)의 중령으로 분견대를 지휘했고 이후 은퇴했다. 이후 그는 우크라이나로 이동했다. 2012년 공식적으로 그는 군에서 퇴위했다.
우크라이나 장교에 따르면, 2014년 2월 그는 러시아 총정보국 요원의 연락을 받았다고 했다. 지시 사항을 이행하기 위해, 베즐레르는 크림반도로 이동해서 군사 및 정부 시설 점령과 폭력 사건들에 개입했다. 2014년 4월, 우회 집단의 구성원으로 있으면서 베즐레르는 도네츠크주의 우크라이나 보안청(SBU) 건물을 장악하고 호를리우카의 MVS 지부 청사를 장악했다.
2014년 4월 14일, 자신을 러시아군 중령이라고 주장하는 한 남성이 친러시아 반군이 장악한 호를리우카의 경찰청으로 찾아가고 스스로 경찰청장이 되었다고 주장하는 유튜브 동영상이 업로드되었다. 이후 그 남성은 베즐레르인 것으로 확인되었다. 우크라이나 정부는 그와 이고리 기르킨이 호를리우카 SBU 지장인 블라디미르 라베크를 살해한 것에 대해 비판했다.

## 같이 보기
- 이고리 기르킨